# 維吉尼亞州第八步兵團
維吉尼亞州第八步兵團（英語：8th Virginia Infantry Regiment）於1861年5月在利斯堡成立，是美國南北戰爭期間邦聯的一個步兵團。

## 組織
於1861年加入第八步兵團的成員很多都死於蓋茨堡戰役（或以前），於1863年到1864年期間邦聯就為它實施徵兵，以防此步兵團消亡。

## 戰場生涯
戰爭之初，維吉尼亞州第八步兵團負責駐守在維吉尼亞州西部，特別是李斯堡; 不久以後第八步兵團四處跟隨李將軍對抗從維吉尼亞半島登陸，或是由賓夕法尼亞州踏入的北軍。
- 李斯堡之役
- 七松坡之役
- 第二次牛奔河之役
- 南山之役
- 威廉斯堡之役
- 馬份山之役（英语：Battle of Malvern Hill）
- 蓋茨堡之役
- 彼得斯堡圍城戰
- 阿波馬托克斯郡府之役

### 李斯堡之役
在李斯堡之役中，此第八步兵團與來自密西西比州的第十三、十七和十八步兵團對抗渡河而來的8,000名聯邦軍人。密西西比州第十八步兵團首先出戰迎敵，但被擊退，失去了不少士兵；北軍則乘勝追擊，但亦受維吉尼亞州第八步兵團阻礙，其後在得到密西西比州第十七步兵團的援助後，第八步兵團以刺刀衝鋒反攻，擊潰了北軍。

### 蓋茨堡之役–第三天
當天Pickett的軍師包括了李察·加耐特麾下的第八步兵團、維吉尼亞州第十八步兵團、維吉尼亞州第十九步兵團、維吉尼亞州第二十八步兵團和維吉尼亞州第五十六步兵團，其中出戰的第八步兵團有205人，最後此步兵團失去了（陣亡，失蹤或被俘）約100人，其餘的（除了10個）都受了傷，此外那天第八步兵團的最後一位旗手亦陣亡了，軍旗因而被佛蒙特州第十六步兵團奪去。

### 最終一戰
由於在蓋茨堡失去了近100名老兵，第八步兵團不可能再參與大型戰役，所以戰爭後期其成員都只參與小型的前哨戰。而最後在阿波馬托克斯郡府，第八步兵團只餘下11人願意待在李將軍身邊，其中有2人是1861年加入此步兵團的老兵。